# 英国王立写真協会
英国王立写真協会（えいこくおうりつしゃしんきょうかい、英語: The Royal Photographic Society of Great Britain、略称: RPS）は、1853年に設立された世界最古の写真協会である。
当初は英国王立美術協会の傘下団体であるロンドン写真協会として発足し、1894年に時のヴィクトリア女王の勅令によって Royal Photographic Society へ改称された。今日まで長きにわたり英国のバースに本部事務局を設け、学術論文、新聞、書籍、展覧会、そしてワークショップ等の活動を通じて、国際的規模で「写真芸術および写真科学の発展とその活用の奨励」に寄与・貢献している。
また、世界的に著名な写真家やフォトグラファーたちがメンバーとして名を連ねており、2003年には創立150周年を記念して「生涯にわたり写真芸術に多大な貢献をした写真家」として、日本の細江英公に特別勲章を授与した。